# Pitcairnia pseudopungens
Pitcairnia pseudopungens är en gräsväxtart som beskrevs av Werner Rauh. Pitcairnia pseudopungens ingår i släktet Pitcairnia och familjen Bromeliaceae. Inga underarter finns listade i Catalogue of Life.